# Puentes de madera

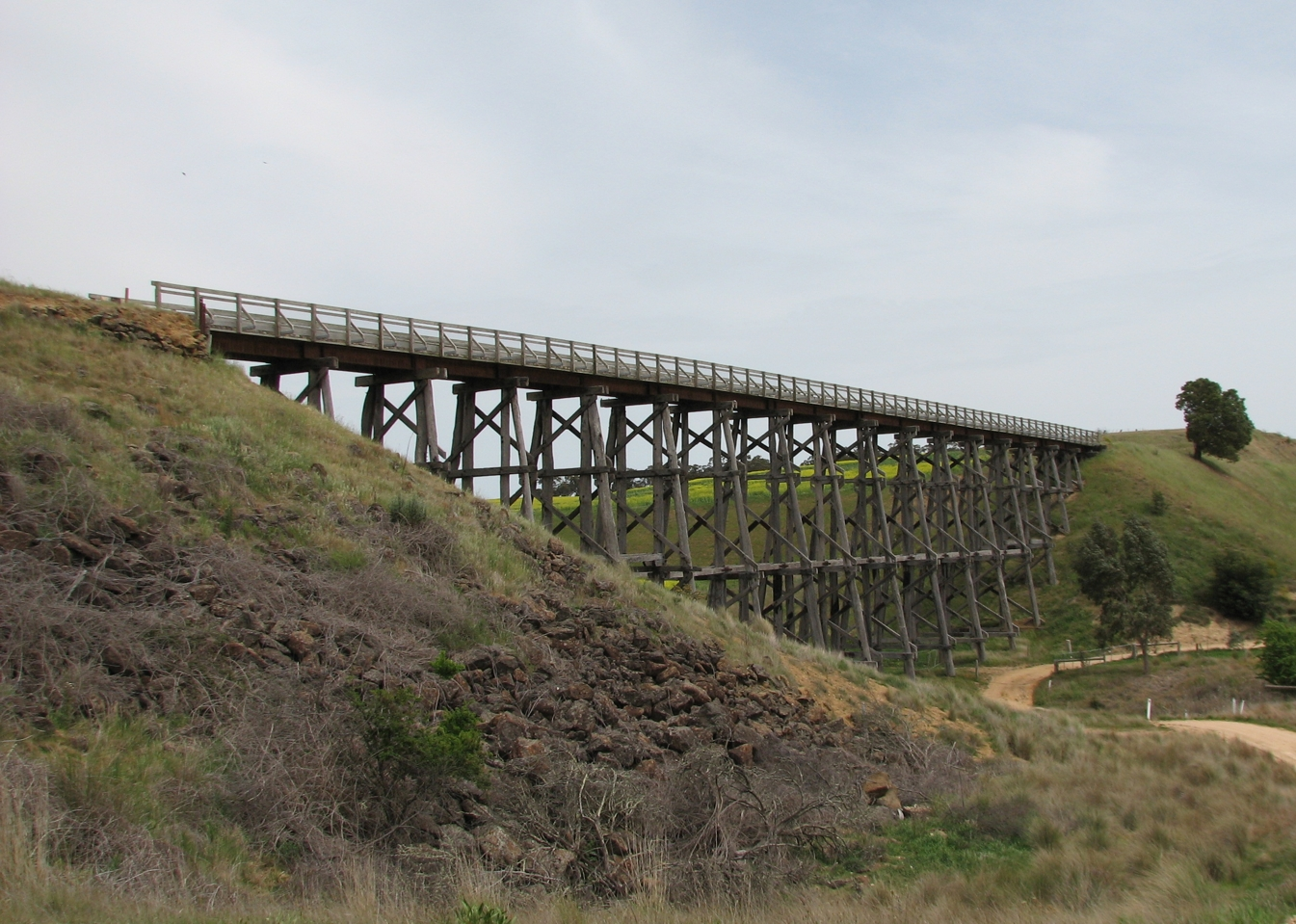
Puente de caballetes de madera en Australia

Los puentes de madera son casi con total seguridad el tipo más antiguo de estructuras empleadas para salvar obstáculos del terreno como cauces de arroyos o pequeños barrancos. Comenzando con el simple tronco de un árbol colocado entre las dos orillas de una vaguada, la construcción en madera evolucionó a lo largo de los siglos dando lugar a las primeras vigas de celosía. Dado que la madera tiene un peso específico muy bajo, es especialmente adecuada para la construcción de puentes. En el presente artículo se hace una distinción entre los puentes de madera descubiertos y los cubiertos.

## Historia

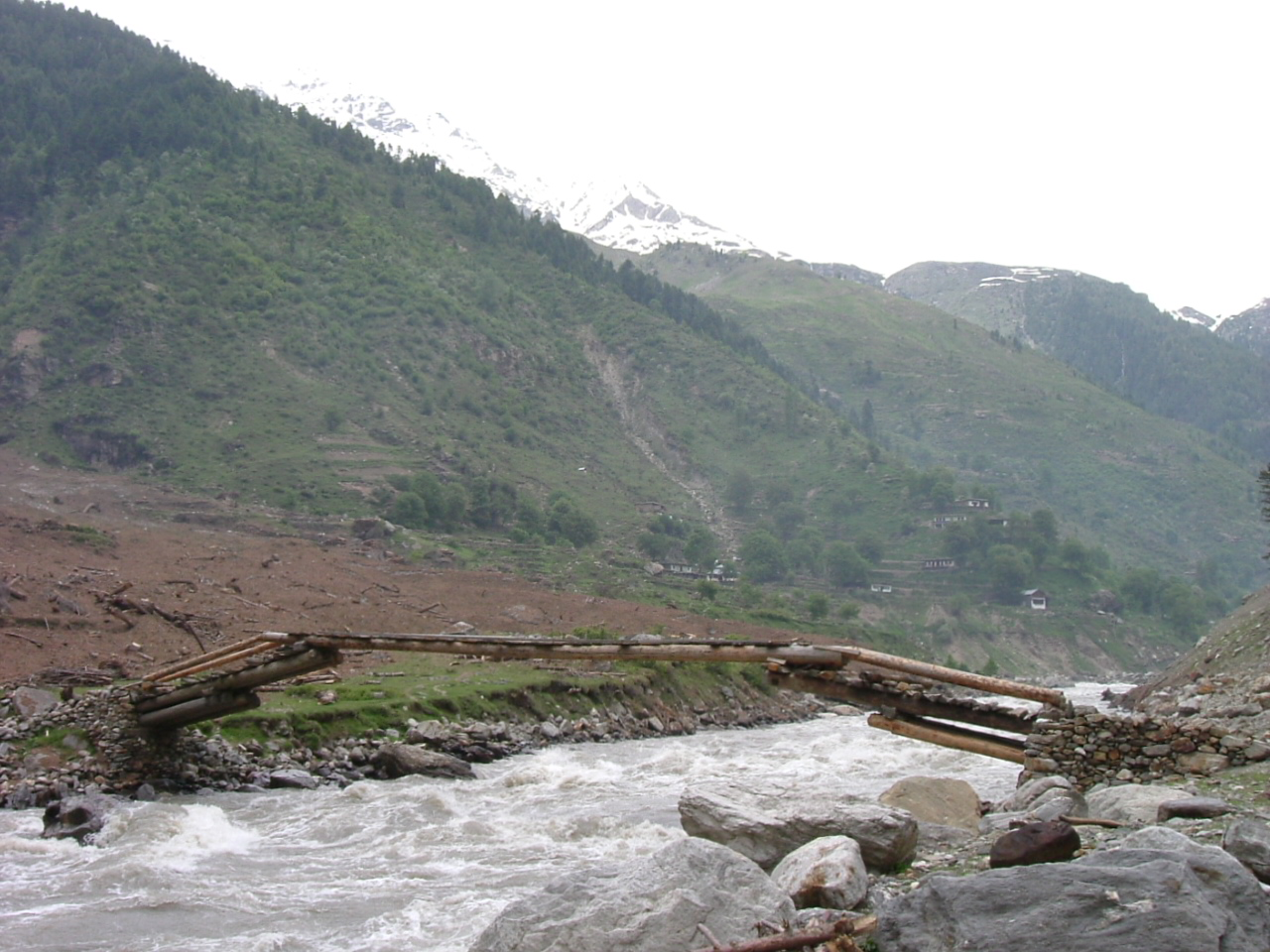
Puente de madera en voladizo sobre el río Kunar en Pakistán

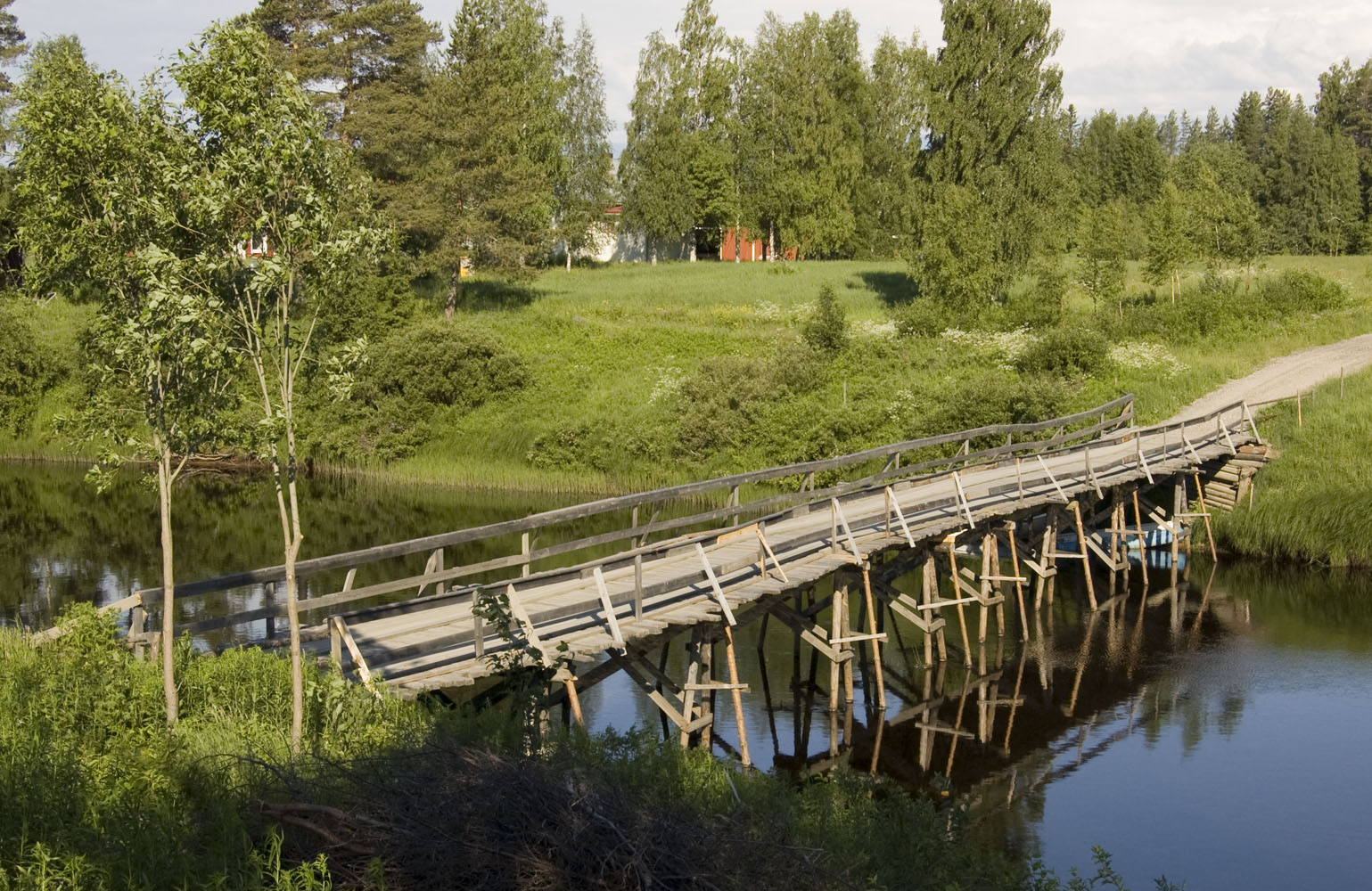
Puente sobre pilotes de madera en Finlandia

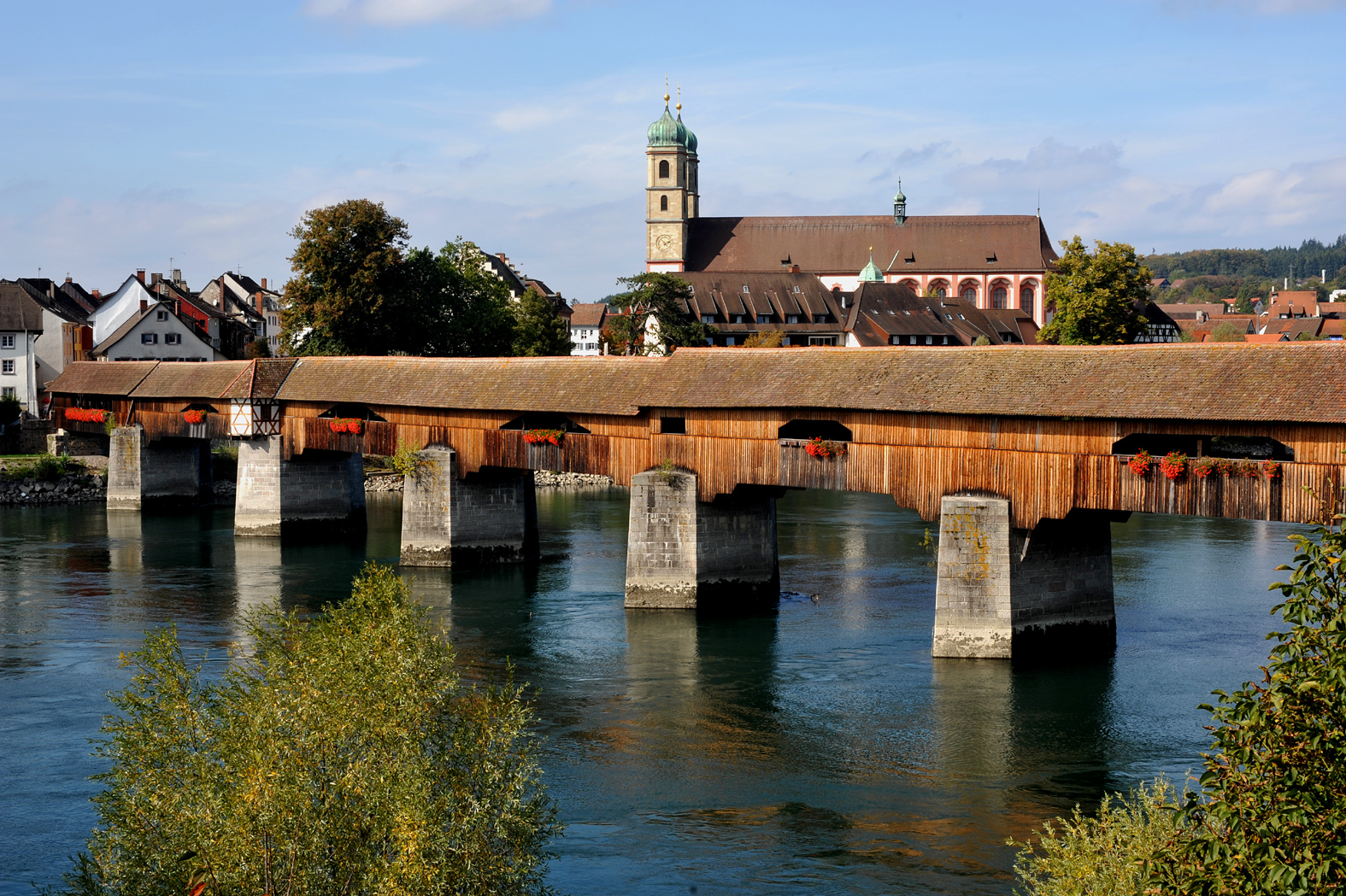
Puente de madera de Bad Säckingen, el puente de madera cubierto más largo de Europa

Los antiguos galos ya conocían los puentes de madera. Construían estructuras en voladizo, que consistían en troncos apilados en ángulo recto completado con un relleno de piedras y conectado con una superestructura de madera. Se dice que el diseño se usó en Saboya hasta el siglo XVIII. Los puentes hechos de piedras y troncos todavía se usan hoy en día en Pakistán, Afganistán, India y en algunas zonas rurales de China para cruzar ríos, principalmente en el Himalaya y en las zonas montañosas adyacentes. Para ello, en ambas márgenes se colocan estribos formados con piedras apiladas de manera que sus extremos sobresalgan hacia el centro del río, que luego se conectan con troncos colocados encima.
El primer puente de madera importante de la época romana fue el puente Sublicio. Los romanos construyeron tanto puentes totalmente de madera como puentes con pilares de piedra y tableros de madera, denominados puentes de pilares de piedra (véase Anexo:Puentes romanos). En los puentes totalmente de madera el diseñó más habitual consistía en clavar pilotes de madera sobre el lecho del río, que se conectaban mediante una pasarela también de madera. Otro puente de madera romano, que aparece representado en los bajorrelieves de la columna de Trajano, es el puente de Orșova sobre el Danubio, atribuido a Apolodoro de Damasco.
En la Edad Media se sabe que el maestro de obra Villard de Honnecourt construyó puentes en voladizo empleando celosías de madera. Sin embargo, este método de construcción no parece haberse difundido y solo fue retomado a mediados del siglo XIX por Heinrich Gerber, que lo empleó en las construcciones de estructuras de celosías de hierro. Durante este tiempo, también se inició la construcción de puentes cubiertos, en los que la estructura de soporte está protegida de los efectos del clima por paredes laterales y un techo. Los primeros ejemplos son el Kapellbrücke construido en Lucerna en 1365 o el Ponte Vecchio construido por Andrea Palladio en 1569, un puente cubierto apoyado en pilotes de madera sobre el río Brenta en Bassano del Grappa.
En 1500 se construyó un puente sobre el río Vístula en Toruń (Polonia), por aquel entonces el puente de madera más largo de Polonia y uno de los más largos de Europa.
Durante el siglo XVIII, Hans Ulrich y Johannes Grubenmann desarrollaron algunas innovaciones en la construcción de puentes cubiertos. Empíricamente, se desarrollaron construcciones reticuladas primero en forma de arco y después empleando cerchas combinadas con pendolones, lográndose salvar luces de hasta sesenta metros. Esta técnica fue luego utilizada por los hermanos Grubenmann en la construcción de techos de iglesias de gran envergadura. El ejemplo más famoso de sus estructuras es el puente sobre el Rin en Schaffhausen-Feuerthalen, que tenía 120 m de largo y solo tenía un pilar intermedio. El puente sobre el río Neckar en Plochingen, fue construido en 1778 por Johann Christian Adam Etzel (1743-1801; tío de Gottlieb Christian Eberhard von Etzel) con una luz de 70 metros, El puente de madera cubierto de Forbach (Selva Negra del Norte) sobre el río Murg, originalmente planeado y construido por Otto Lindemann en 1778 (aunque se reconstruyó en 1955), con una luz de 38 metros, se conoce regionalmente como el "el puente puente de madera cubierto transitable de mayor luz en Europa".
Los puentes ferroviarios construidos en América del Norte en la primera mitad del siglo XIX representan otro hito, sobre todo los puentes de caballetes, que consisten en puentes de vigas simples con una densa disposición reticulada de maderos conectados con clavos. Ithiel Town, William Howe e Isambard Kingdom Brunel, por ejemplo, se hicieron un nombre en los puentes ferroviarios de madera.
Hoy en día, la madera se usa a menudo para puentes peatonales, pasarelas o para puentes secundarios, aunque casi nunca se usa para puentes más grandes.

## Características
La madera fue un material competitivo durante mucho tiempo en la construcción de puentes frente a la piedra o el hierro debido a su menor coste y a su simplicidad y rapidez de ejecución. Esta circunstancia era especialmente significativa cuando en el entorno del lugar de construcción existían grandes bosques, o se disponía de una ruta de suministro directa. Sin embargo, el principal problema de los puentes de madera es su durabilidad, por lo que en la antigüedad siempre se consideraron de una categoría inferior a la de los puentes de piedra. Tres son los factores principales que históricamente han amenazado la conservación de los puentes de madera:
- Las propiedades físico-químicas de la madera, que si no se mantiene de forma permanente, tiende a deteriorarse sometida al efecto de los agentes atmosféricos y puede sufrir el ataque de insectos o gusanos xilófagos, así como de hongos que pueden pudrir el material.
- Su ligereza, que hace que sean especialmente sensibles al efecto de las avenidas de los ríos.
- El fuego, al que la madera es especialmente vulnerable, y que ha supuesto la destrucción de este tipo de estructuras en todas las épocas. Como ejemplo reseñable de este grave problema, cabe citar el incendio sufrido por el Kapellbrücke de Lucerna el 18 de agosto de 1993, que obligó a la reconstrucción prácticamente total del puente.[14]

## Récords

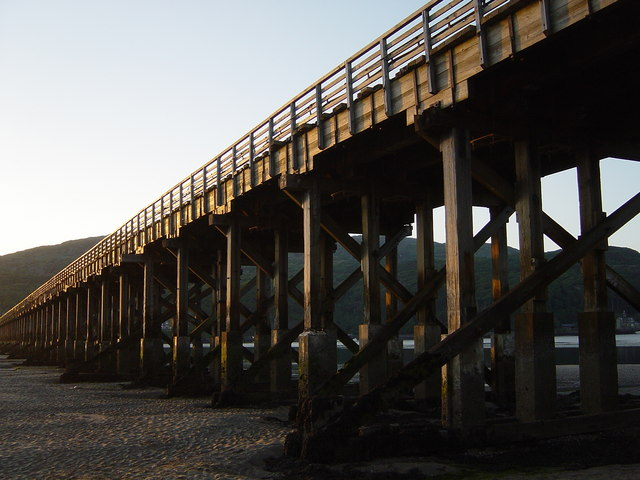
Vista inferior del puente de Barmouth, viaducto ferroviario en servicio de más de 700 m de longitud situado en la costa de Gales

- Inaugurado en 1999, el puente de Vihantasalmi, situado cerca de Mäntyharju, en Finlandia, es el puente de madera de una carretera más largo del mundo. Tiene una longitud de 168 m y una luz máxima de 42 m.[15][16]

- El puente de madera cubierto más largo de Europa es el puente de Bad Säckingen en el sur de Alemania. Uno de los más conocidos es el Kapellbrücke en Lucerna. El puente de madera cubierto más largo del mundo es el puente de Hartland en Nuevo Brunswick, Canadá, con 390 metros de longitud.

- La pasarela de madera más larga de Europa es la banda tesa de 225 metros construida  en Drachenschwanz, diseñada como parte del Nuevo paisaje de Ronneburg. La segunda banda tesa de madera más larga es el puente de madera de Essing, que con 193 m de largo cruza sobre el canal Rin-Meno-Danubio, en la que de manera inusual se utilizó madera laminada en el tablero.

- El puente de Barmouth, situado en la costa de Gales, es el viaducto de madera más largo que se conserva en una línea ferroviaria en servicio, superando los 700 m de longitud.[17]

## Ejemplos de puentes de madera

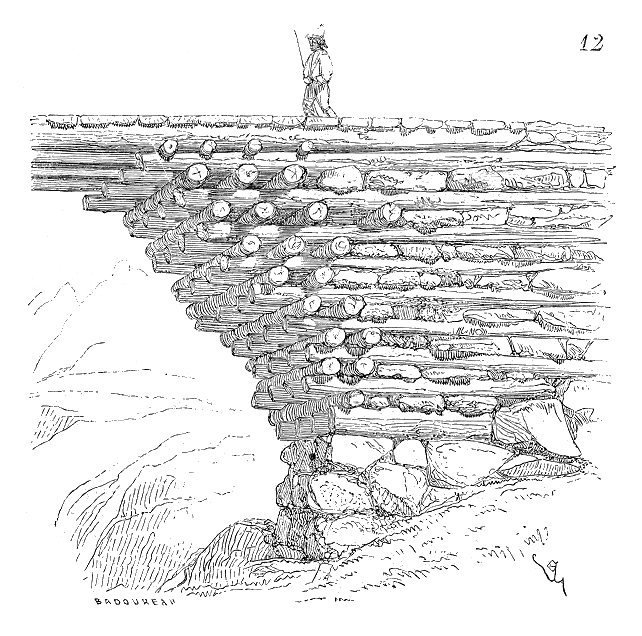
Diseño de puente de troncos de madera empleado por los galos
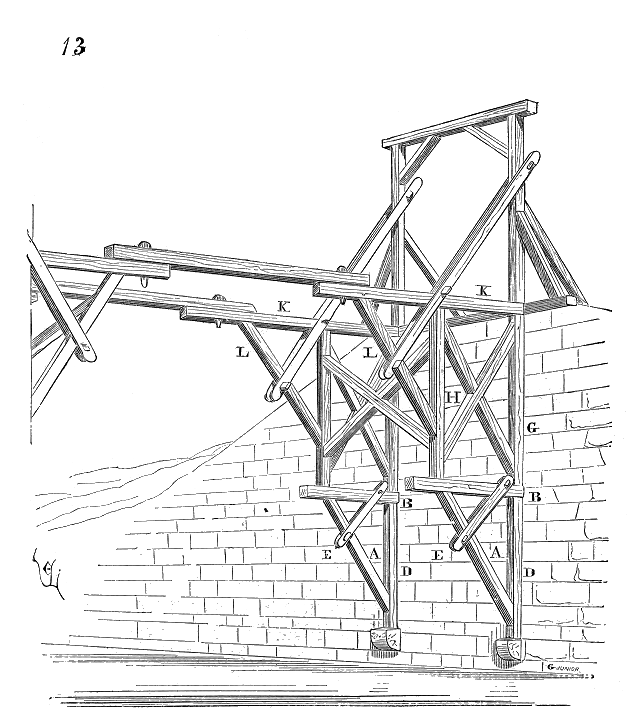
Propuesta del siglo XIII de un puente en ménsula ideado por Villard de Honnecourt
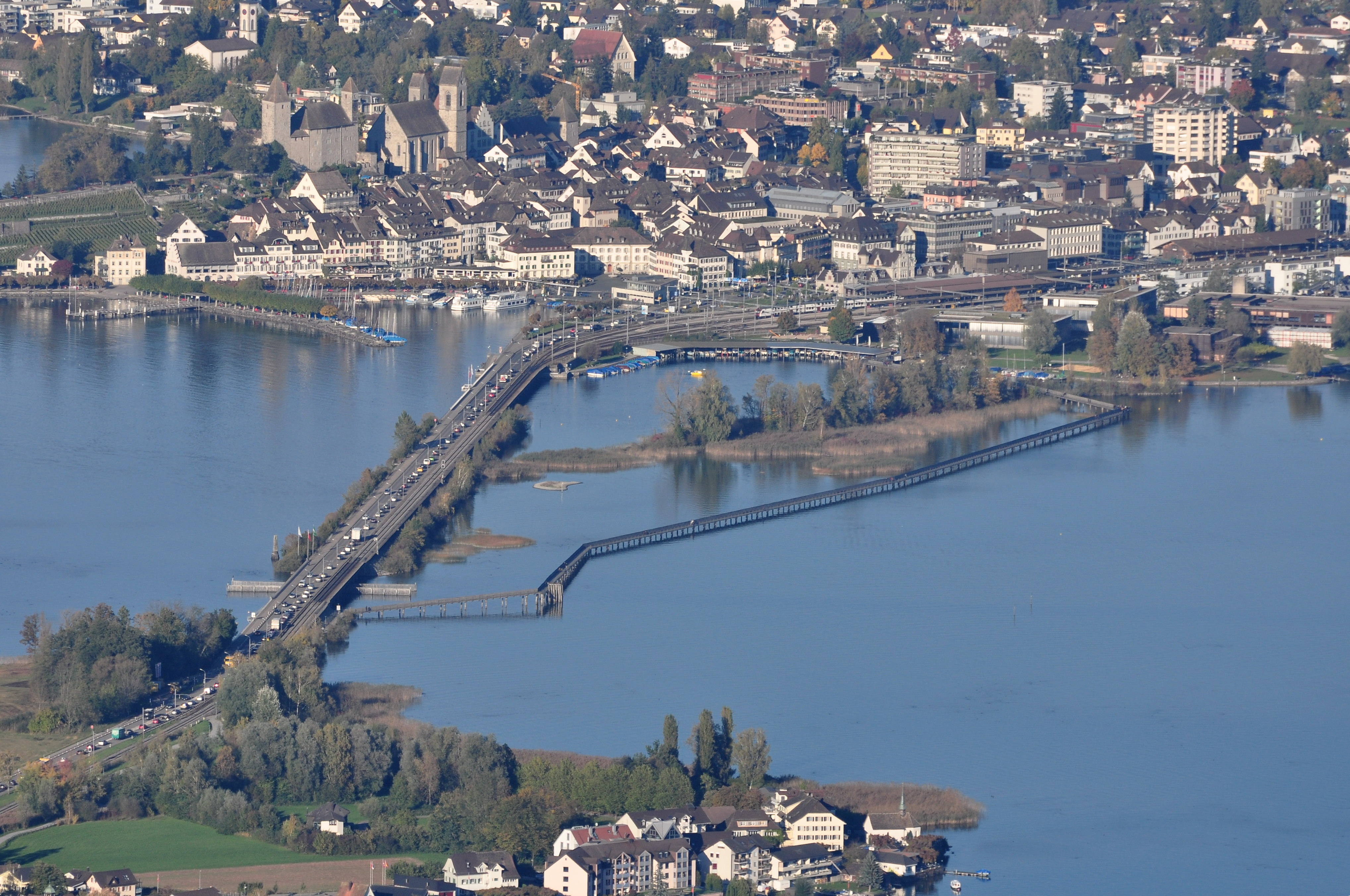
Paseo marítimo de Rapperswil-Hurden
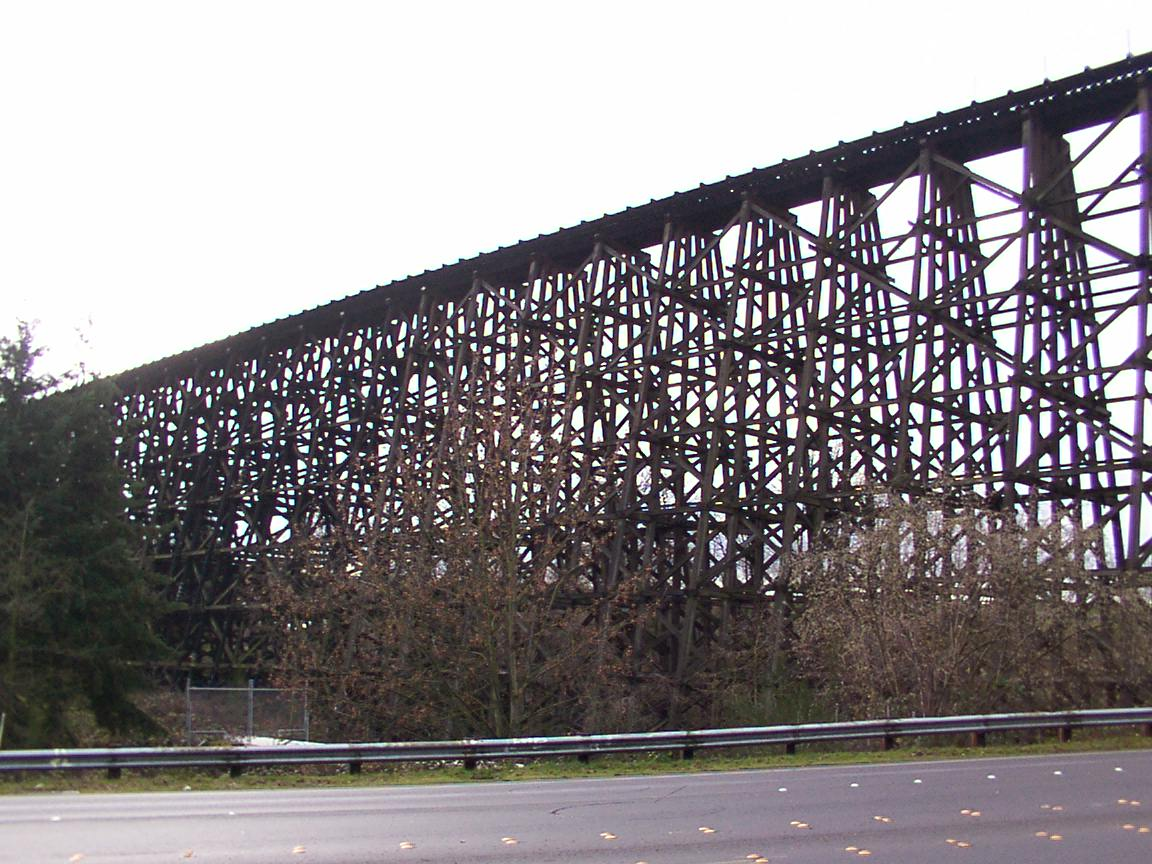
Puente de caballetes de Wilburton
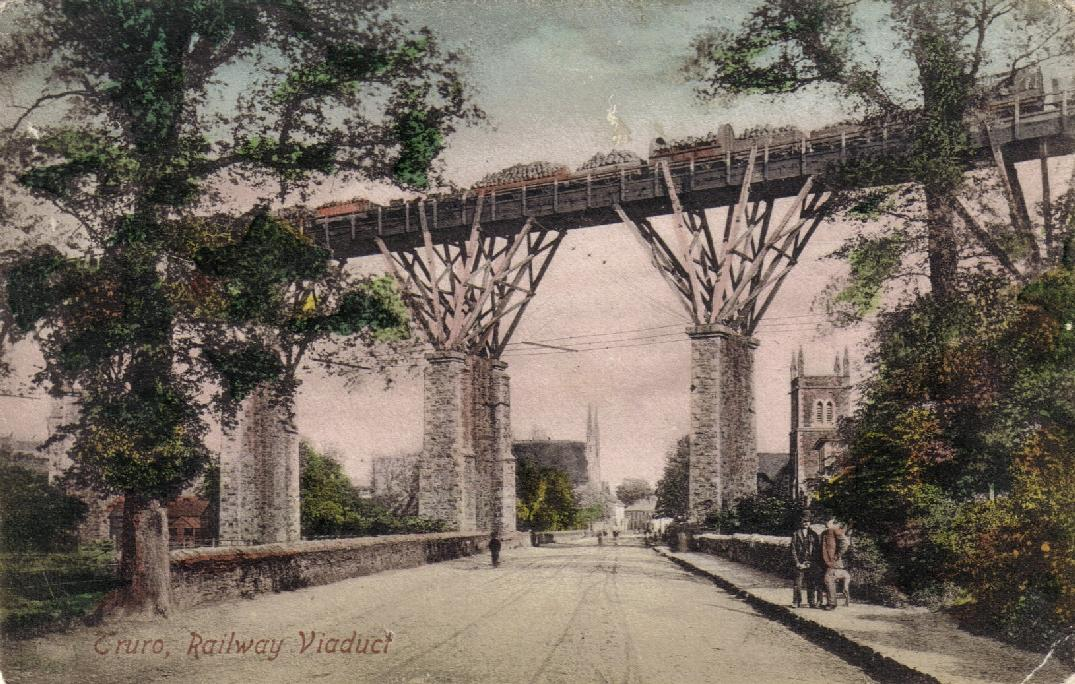
Viaducto de Carvedras, puente de madera de Brunel
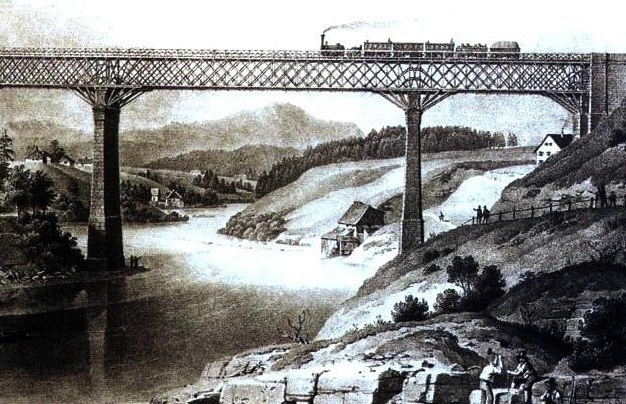
Puente del rey Luis, único puente ferroviario de madera conservado en Alemania
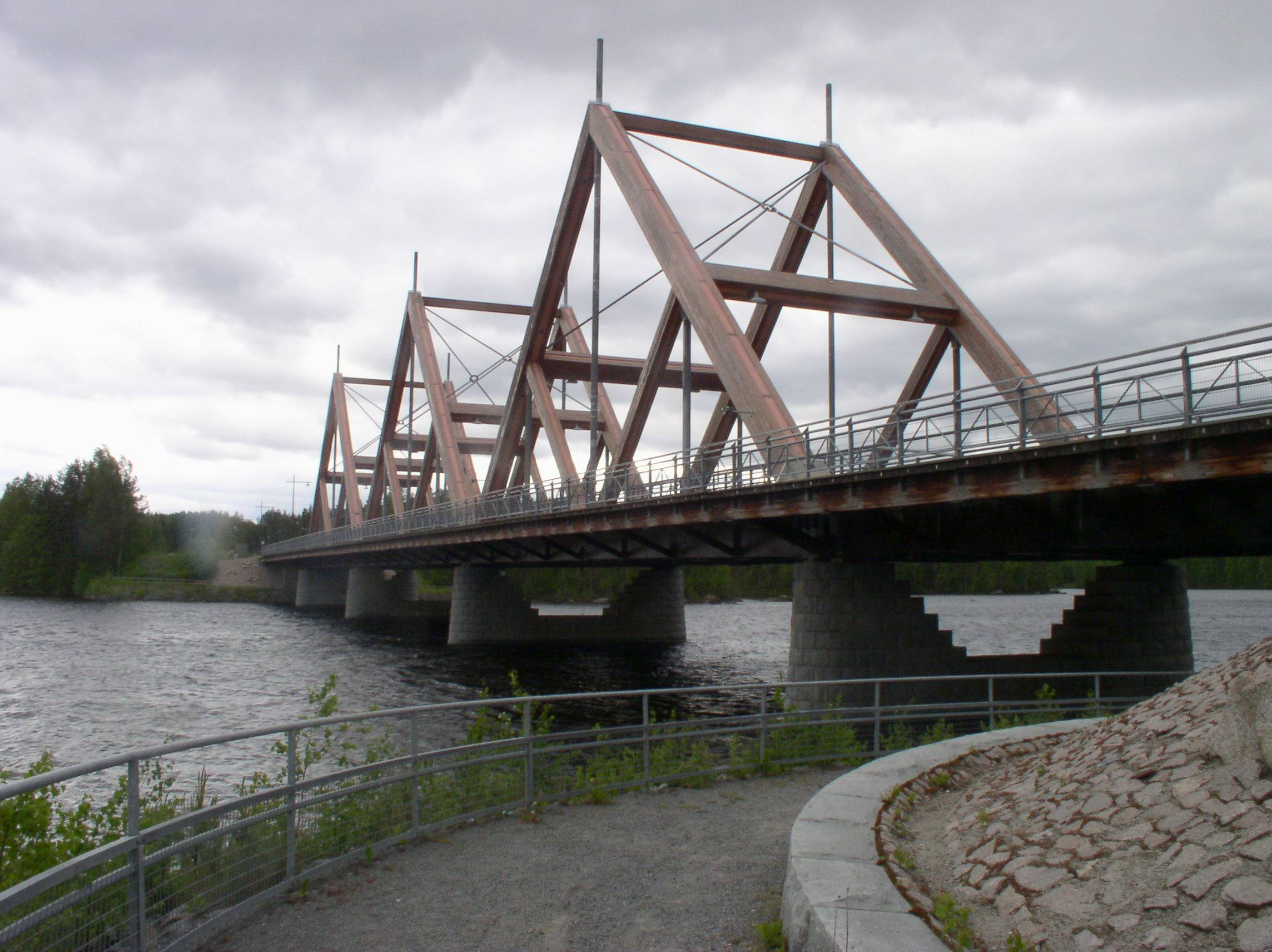
Puente de Vihantasalmi, puente de carretera más largo con pendolones de madera
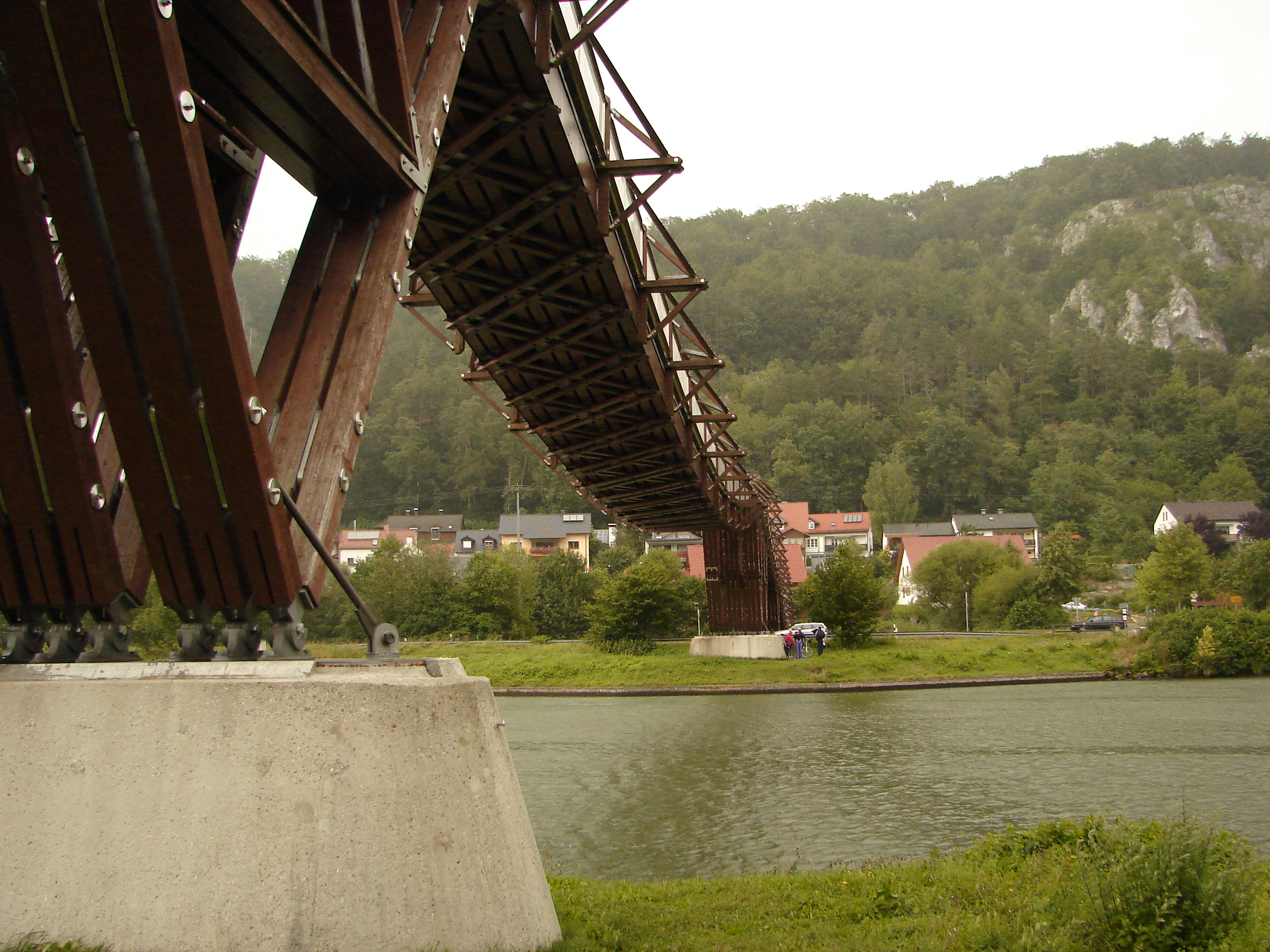
Puente de madera cerca de Essing, banda tesa de madera laminada
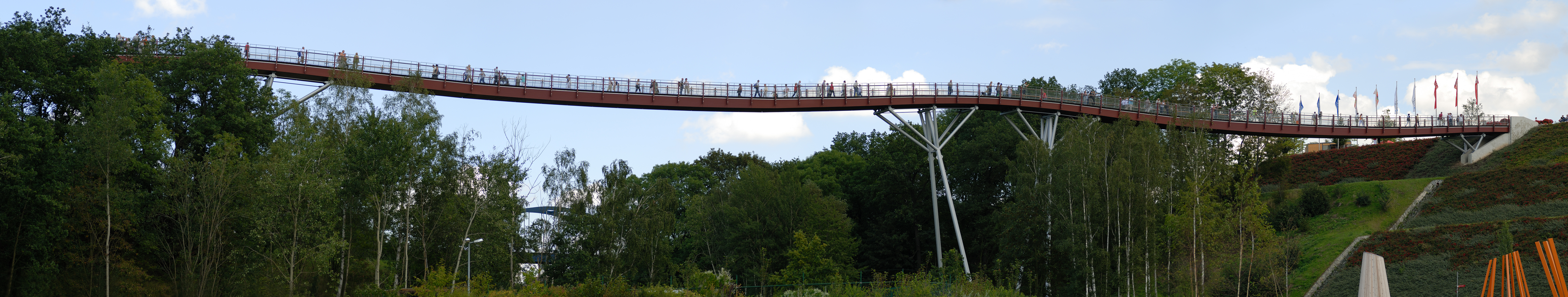
Drachenschwanz, puente de bandatesa más largo de Europa
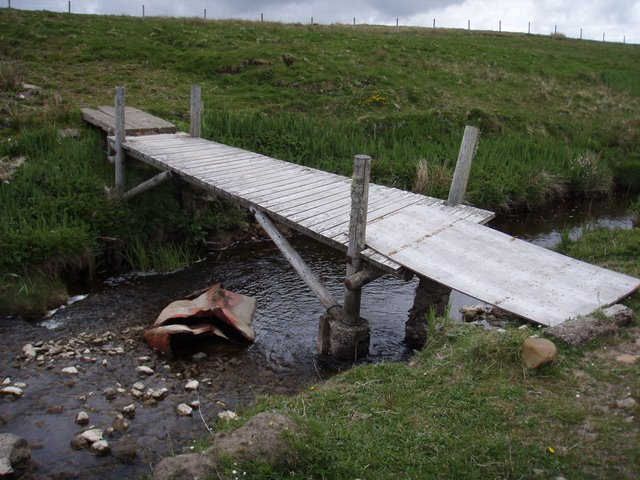
Puente sobre el Mill Burn en las Orcadas
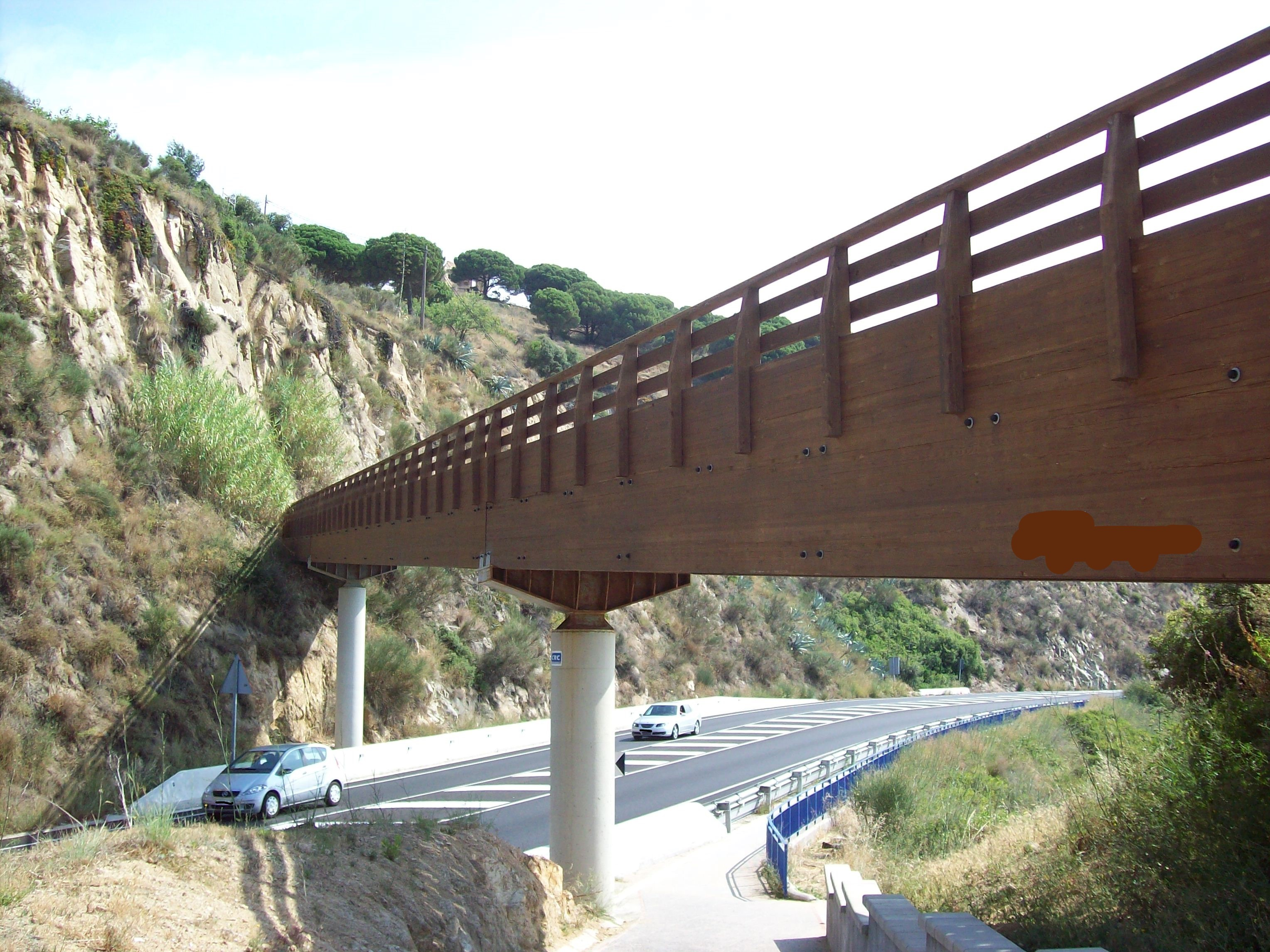
Pasarela de vigas de madera laminada sobre una carretera costera

### Puentes cubiertos

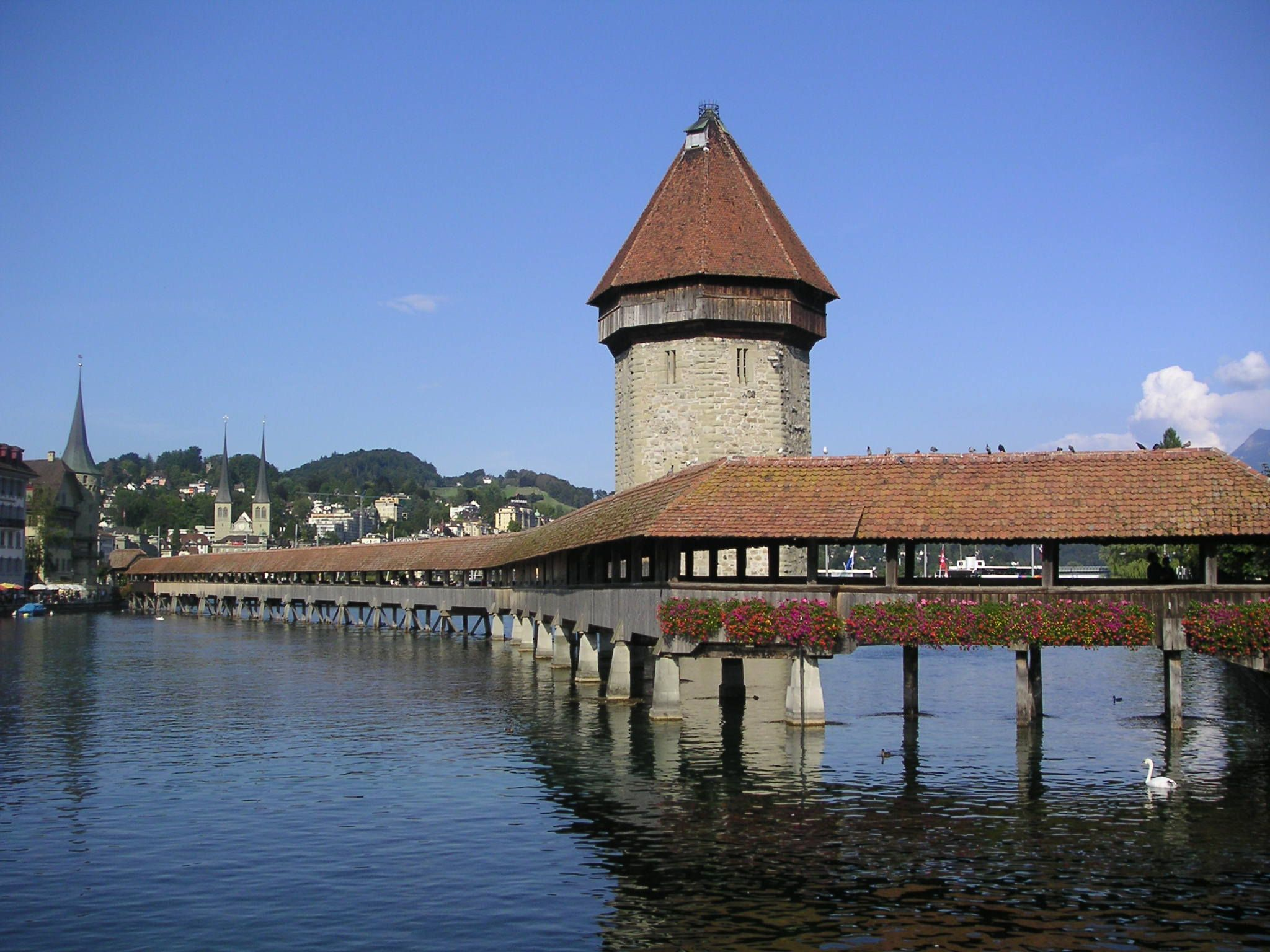
El Kapellbrücke, segundo puente cubierto más largo de Europa
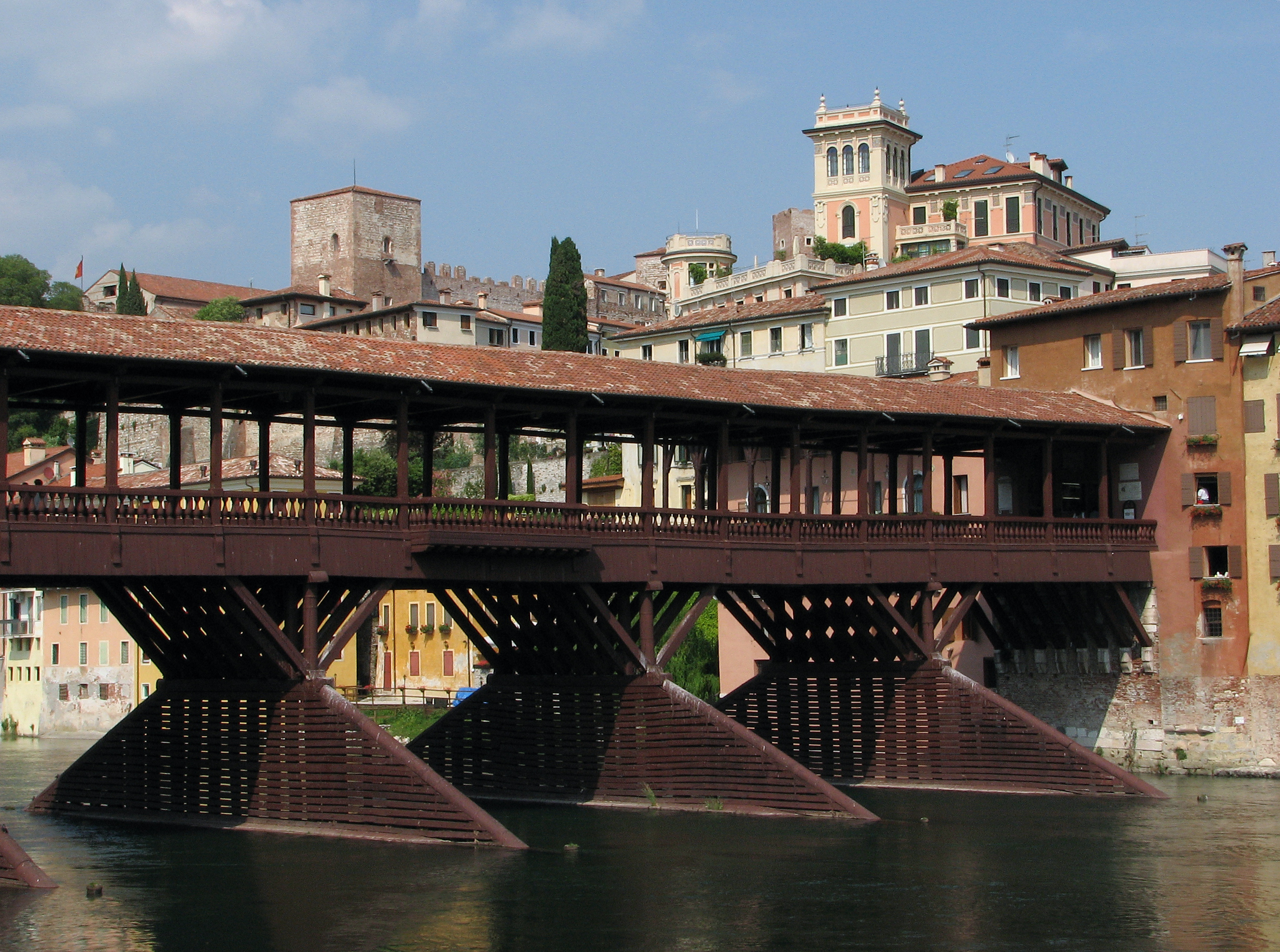
Ponte Vecchio en Bassano del Grappa, obra de Palladio
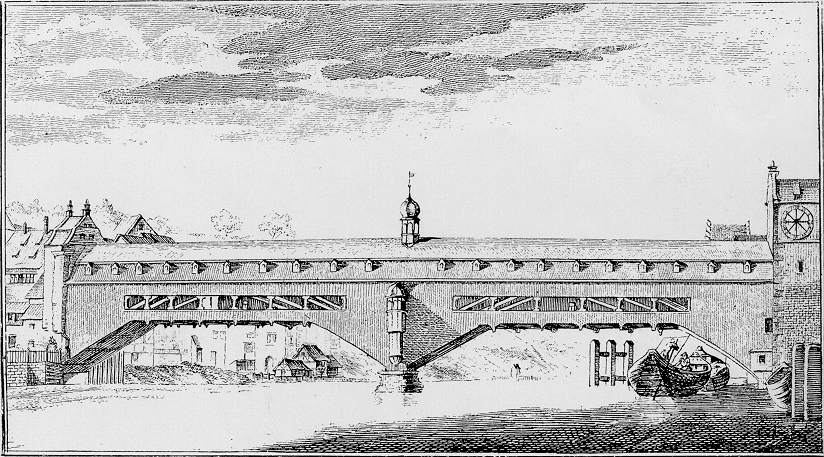
Puente del Rin en Schaffhausen-Feuerthalen, obra de Grubenmann
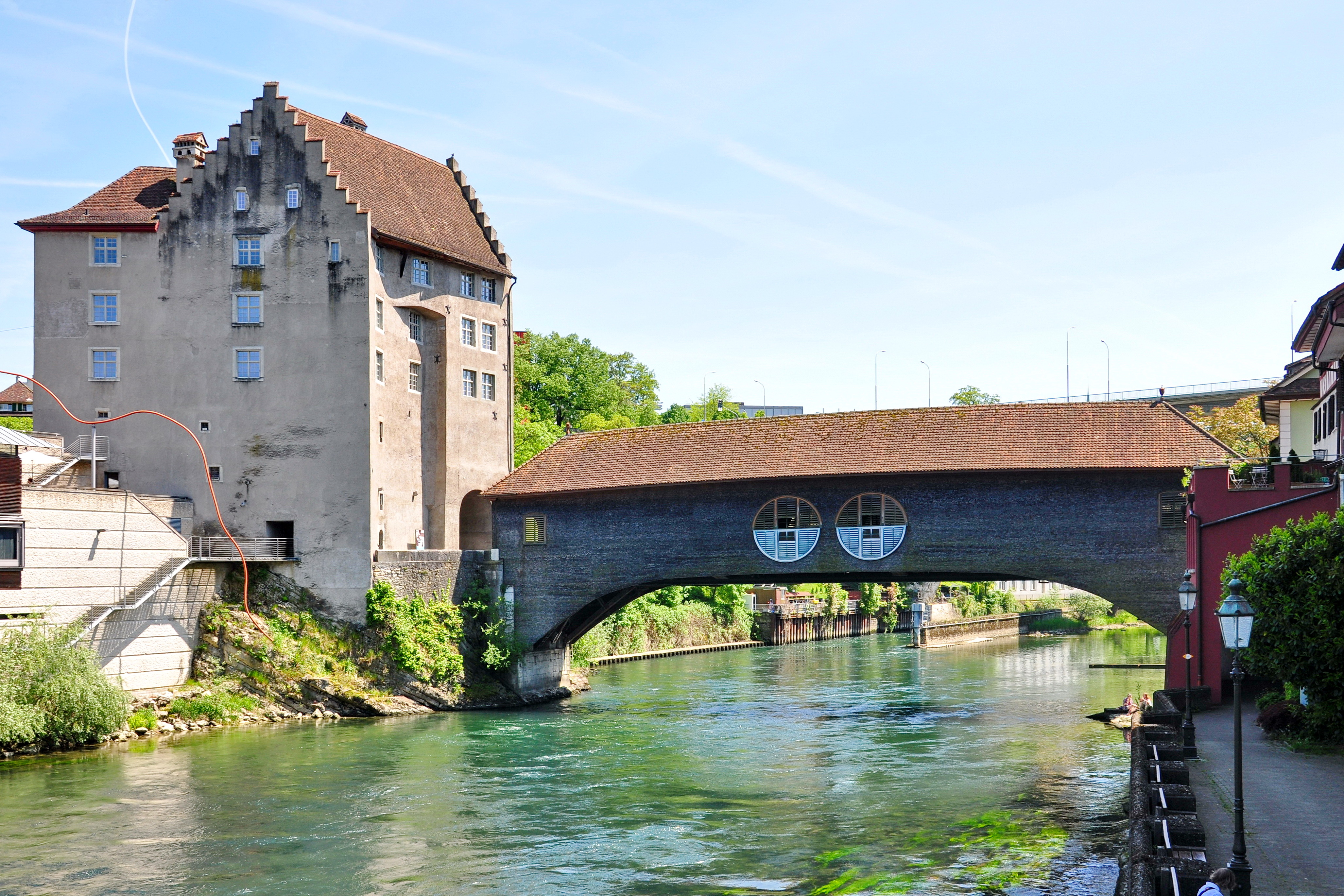
Puente de madera de Baden
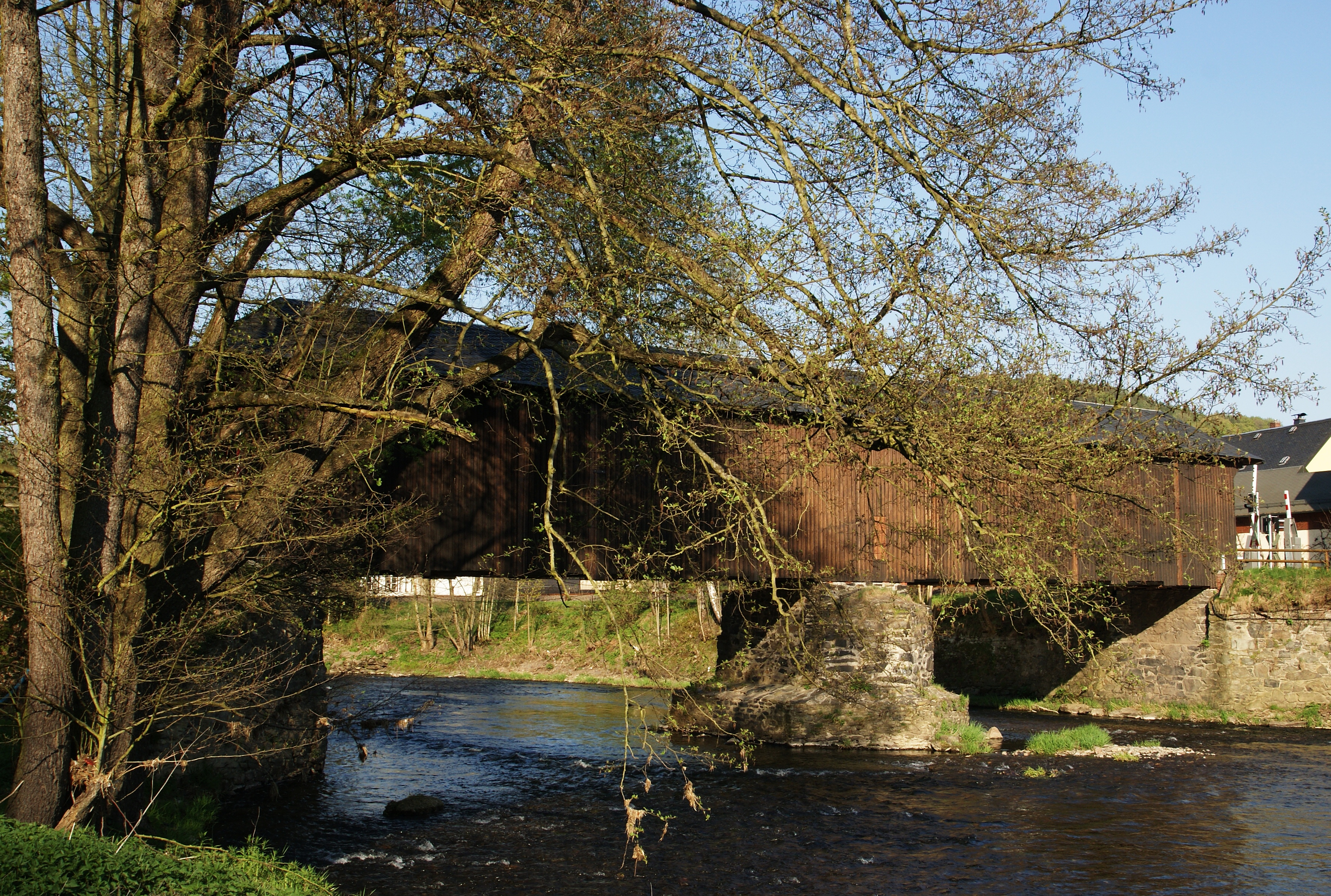
Puente de Hennersdorf
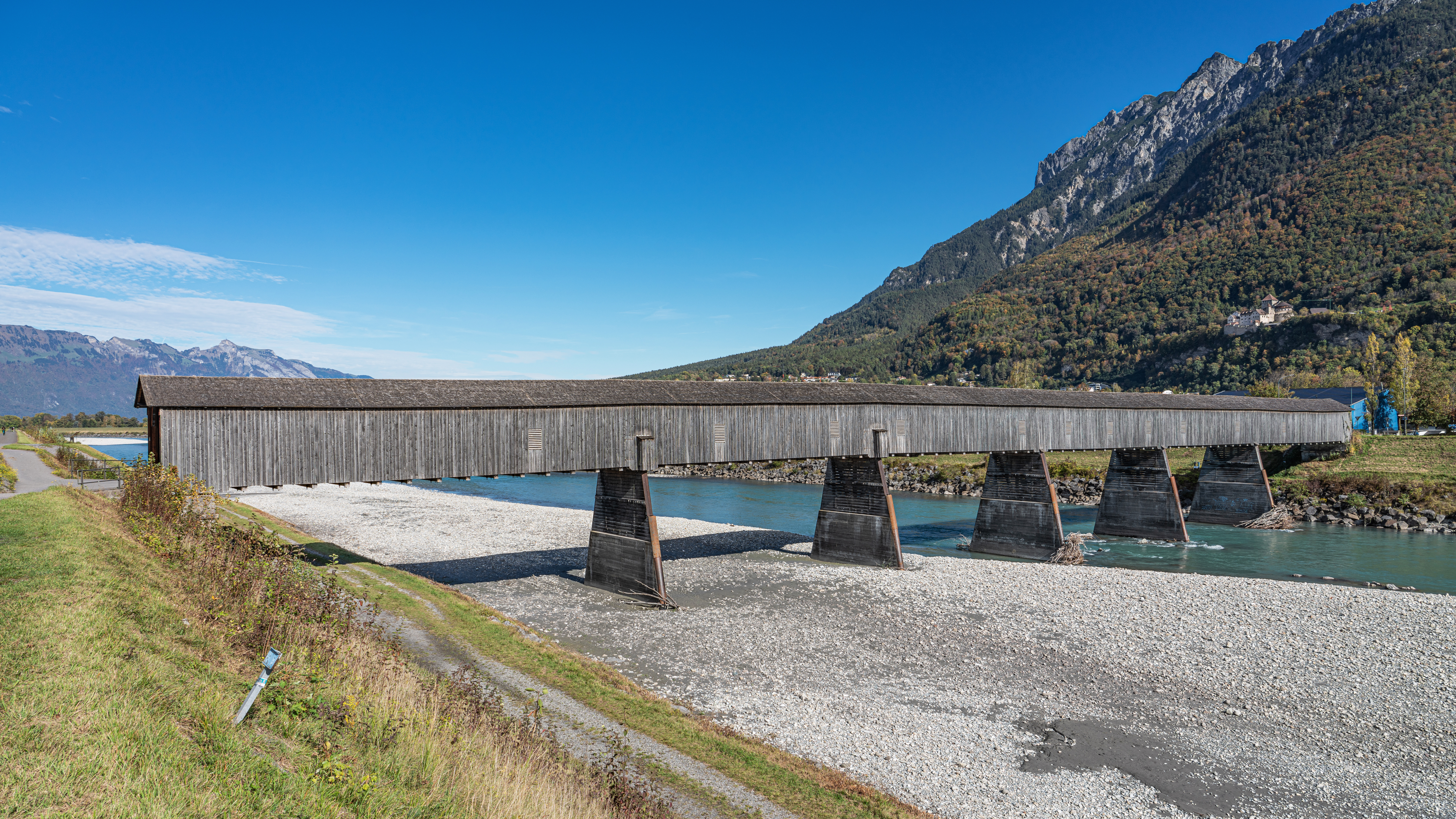
Antiguo puente del Rin en Vaduz-Sevelen
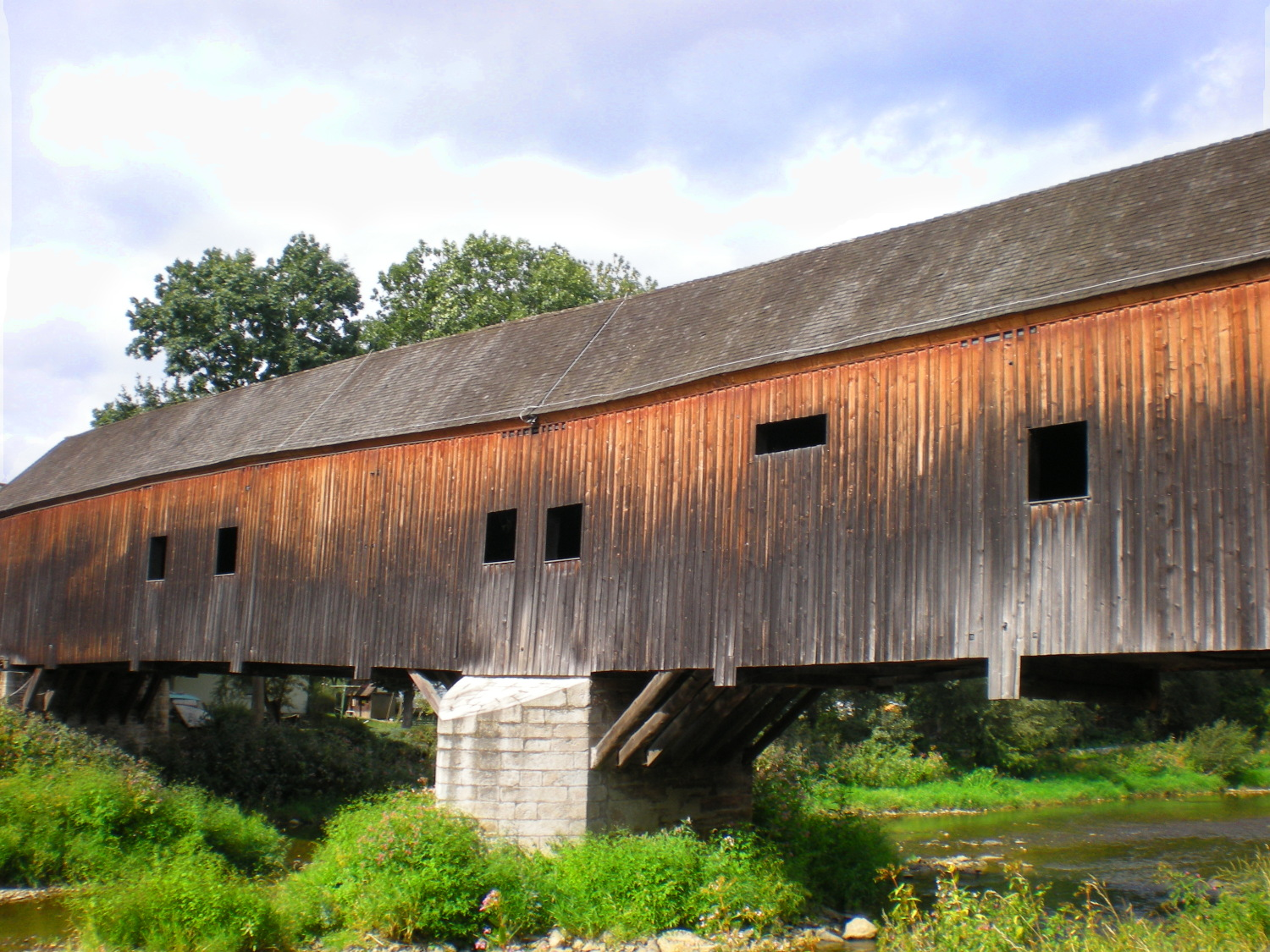
Puente de madera histórico de Wunschdorf
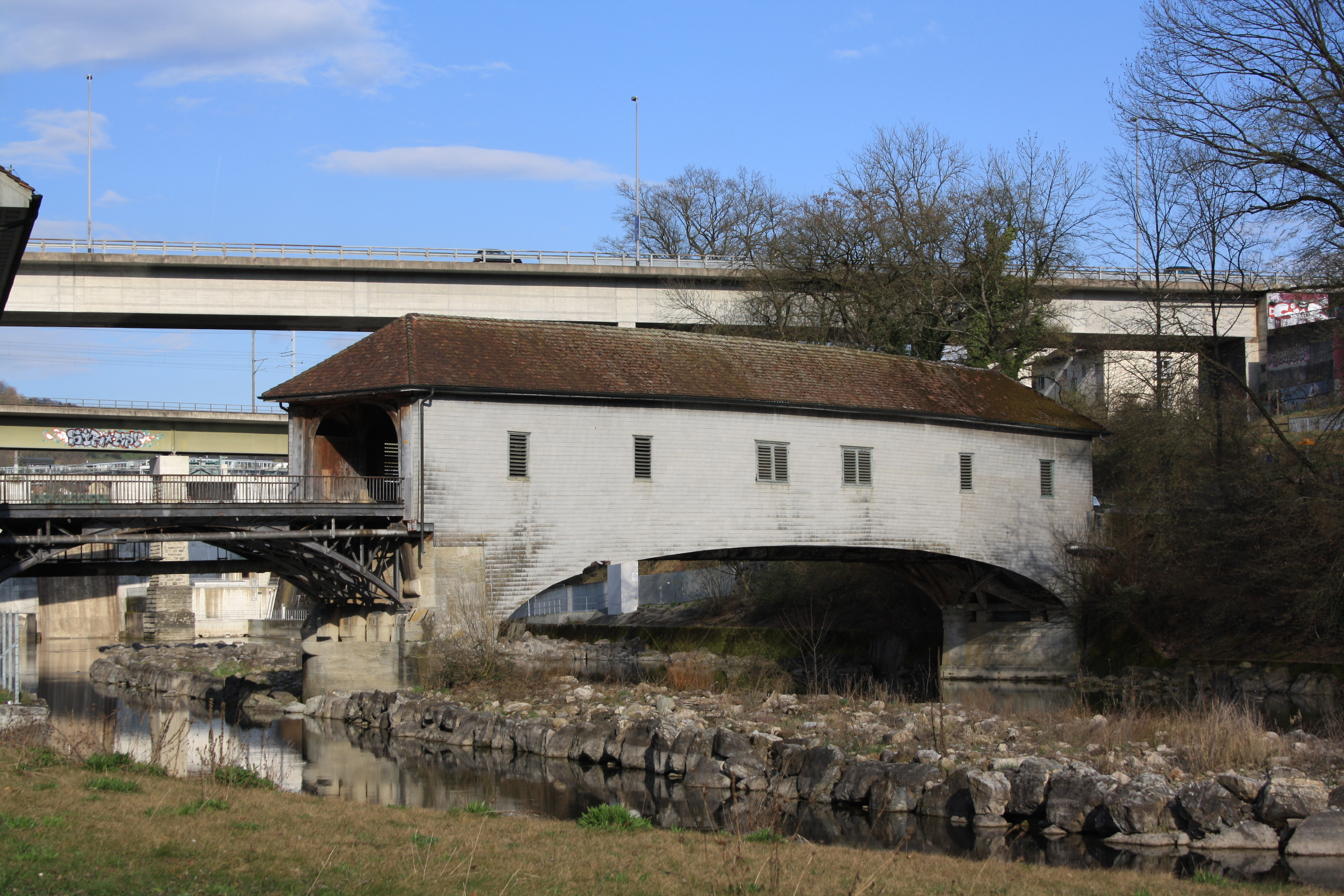
Puente de madera entre Wettingen y Neuenhof
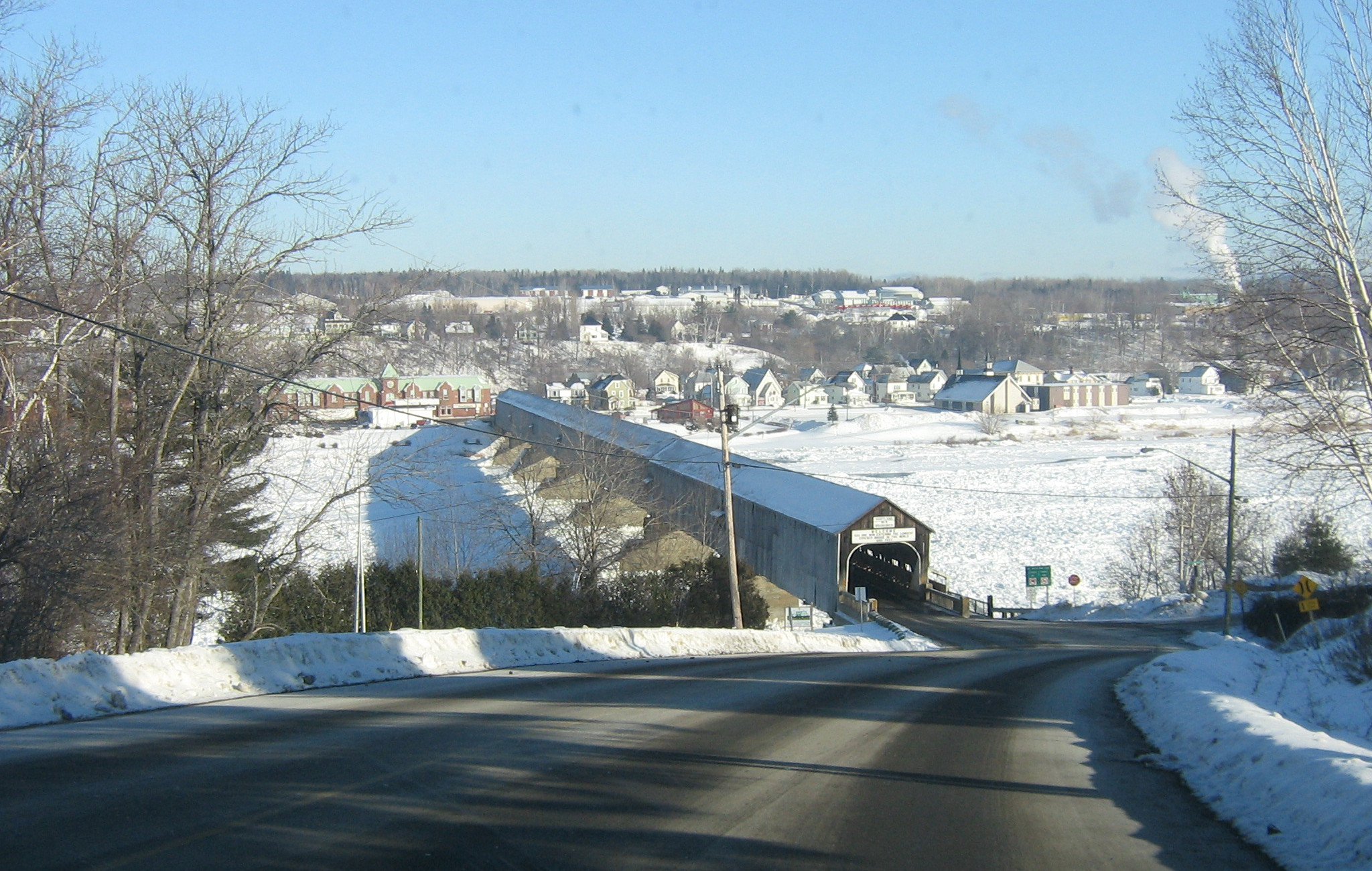
El puente de Hartland (Canadá), el puente cubierto de madera más largo del mundo
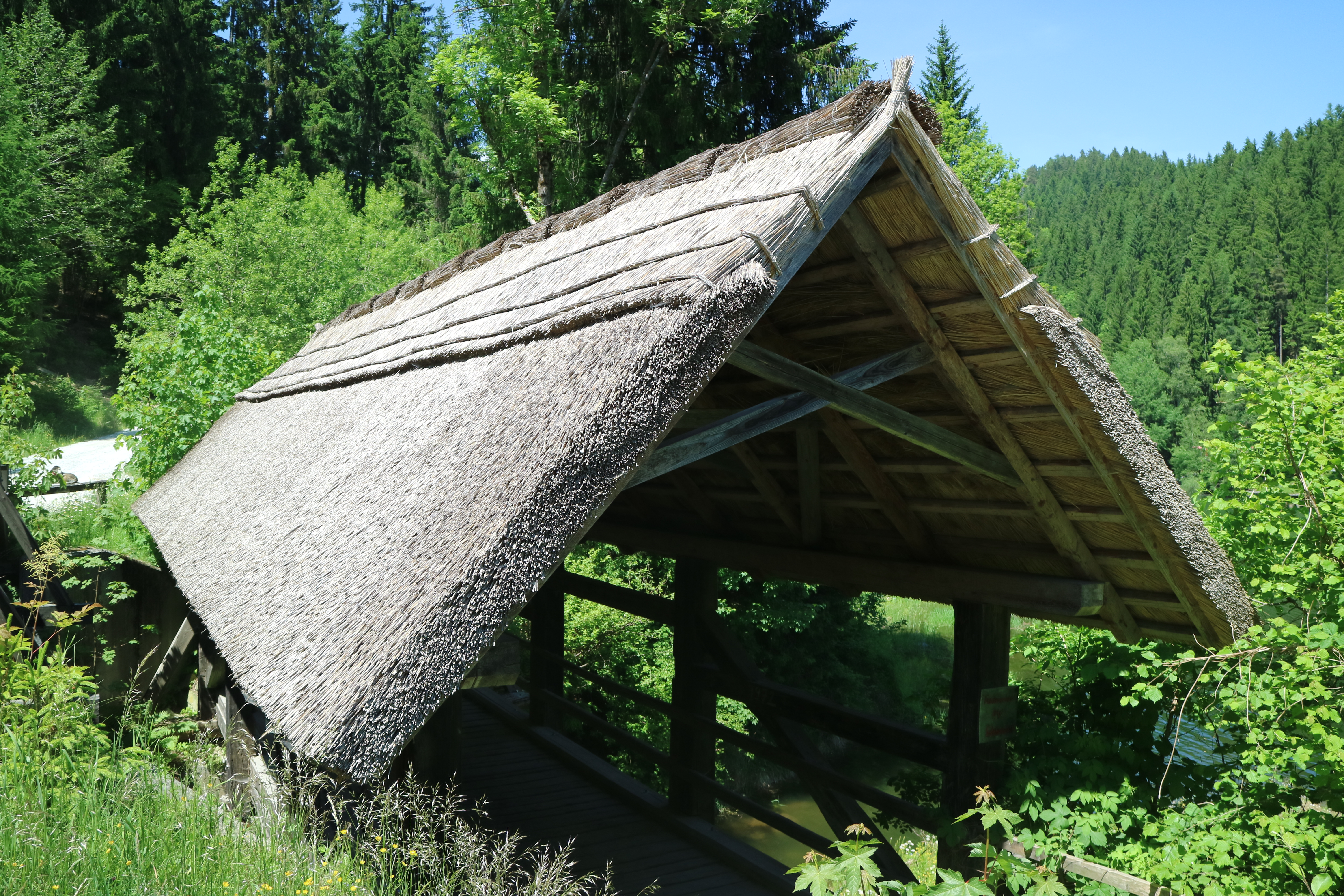
Puente de Ströhberne en Estiria